# 카세롤라소

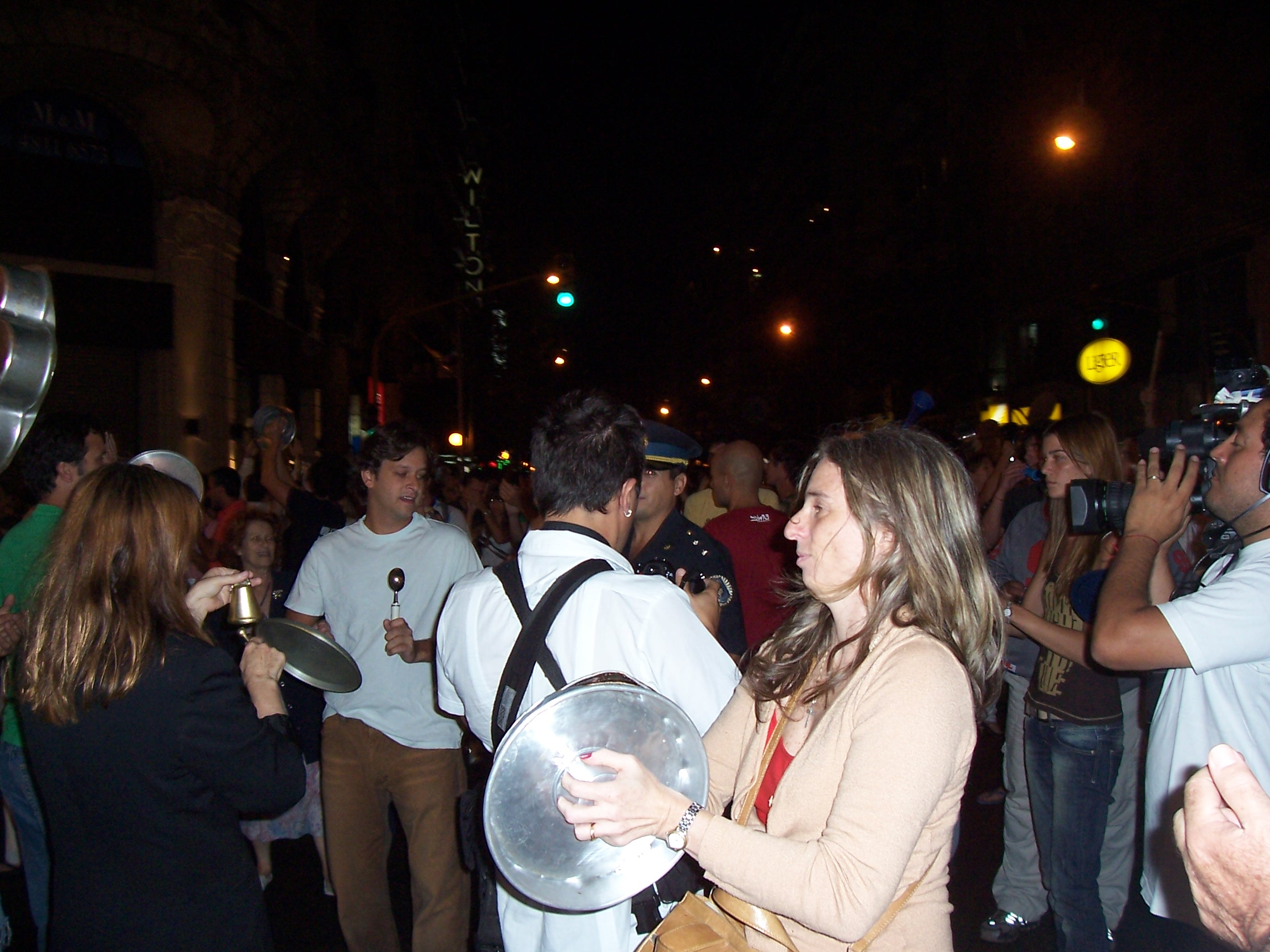
부에노스 아이레스의 카세롤라소

카세롤라소(Cacerolazo)는 수많은 사람들이 냄비나 프라이팬을 들고 거리로 쏟아져 나와 두들기면서 시위를 벌이는 것이다.